# 原始伊朗語
原始伊朗语:170–171是构拟出的印欧语系伊朗语支祖语，是普什图语、波斯语、粟特语、扎扎其语、奥塞梯语、马赞德兰语、库尔德语、塔里什语及其他语言的直系共同祖先。它的使用者是原始伊朗人，可能在在公元前2千纪创造了安德罗诺沃文化。
原始伊朗语是一种分化自原始印度-伊朗语的咝音语言。它距阿维斯陀语可能不到一千年，距原始印欧语也不到两千年。

## 方言
Skjærvø推断原始伊朗语至少发展出4种方言，其中两种有文献证实：
1. 古西北伊朗语（未证实；奥塞梯语祖先）
2. 古东北伊朗语（未证实；中古伊朗塞语和现代瓦罕语祖先）
3. 古中伊朗语（已证实；含阿维斯陀语和米底语）
4. 古西南伊朗语（已证实；含古波斯语）

## 音韵对应
| PIE | PIE | Av    | PIE               | Av             |
| --- | --- | ----- | ----------------- | -------------- |
| *p  | →   | p     | *ph₂tḗr“父”       | pitar-“父”     |
| *bʰ | →   | b     | *bʰréh₂tēr“兄弟”  | bratar-“兄弟”  |
| *t  | →   | t     | *túh₂“你”         | tū-“你”        |
| *d  | →   | d     | *dóru“木”         | dāuru“木”      |
| *dʰ | →   | d     | *dʰoHneh₂-“粒”    | dana-“粒”      |
| *ḱ  | →   | s     | *déḱm̥t“10”        | dasa“10”       |
| *ǵ  | →   | z     | *ǵónu“膝”         | zānu“膝”       |
| *ǵʰ | →   | z     | *ǵʰimós“冷”       | ziiā̊“冬季风暴” |
| *k  | →   | x ~ c | *kruh₂rós“血腥的” | xrūda“血腥的”  |
| *g  | →   | g ~ z | *h₂éuges-“力量”   | aojah“力量”    |
| *gʰ | →   | g ~ z | *dl̥h₁gʰós“长”     | darəga-“长”    |
| *kʷ | →   | k ~ c | *kʷós“谁”         | kō“谁”         |
| *gʷ | →   | g ~ j | *gʷou-“牛”        | gao-“牛”       |

| 原始伊朗语     | 阿维斯陀语 | 古波斯语         | 波斯语               | 库尔德语                  | 吠陀梵语      |
| -------------- | ---------- | ---------------- | -------------------- | ------------------------- | ------------- |
| *Hácwah “马”   | aspa       | asa （原词）:238 | اسب asb （< 米底语） | hesp                      | áśva          |
| *bagáh “部分”  | baγa       | baga （神）      | باج bâj （税）       | parçe                     | bhága         |
| *bráHtā “兄弟” | brātar     | brātā            | برادر barâdar        | bira（派生）              | bhrā́tr̥        |
| *búHmiš “地”   | būmi       | būmiš            | بوم bum              |                           | bhū́mi         |
| *mártyah “人”  | maṣ̌iia     | martiya          | مرد mard （人）      | mêr(d) （人）             | mártya        |
| *mā́Hah “月”    | mā̊         | māha             | ماه mâh              | mang （月）, meh （月份） | mā́sa          |
| *wáhr̥ “春”     | vaŋri      | vahara           | بهار bahâr           | bihar                     | vāsara “早上” |
| *Hr̥táh “真”    | aša        | arta             | راست râst （纠正）   | rast                      | r̥tá           |
| *drúkš “谎言”  | druj       | drauga           | دروغ dorugh （谎）   | diro, derew （谎）        | druh-         |
| *háwmah “果汁” | haoma      | *hauma           | هوم hum              |                           | sóma          |

## 演化为古伊朗语
“古伊朗语”指伊朗历史上最早有书面形式的语言：阿维斯陀语和古波斯语。这两种语言与大多数伊朗语支都相差较大，它们间的许多相似处也能在绝大多数伊朗语支语言中找到。无论如何，许许多多的古伊朗语特征可能尚未在原始伊朗语中出现，它们可能是在古伊朗方言连续体中扩散的（参见波浪模型 (语言学)）。另外，大多数伊朗语支语言都不一定来自任何一种已由文献证实的古伊朗语：可能存在过许多没有任何文献记录的古伊朗语方言。
喉音的发声
原始印欧语喉音在印度-伊朗语族的某些环境下保留到了相当晚的时候。
*l > *r
这个变化广泛存在于伊朗语支中，吠陀梵语也有出现。阿维斯陀语本就没有**/l/。部分伊朗语仍保留原来的/l/，包括晚期波斯语、库尔德语和扎扎其语，如波斯语lab“唇”、līz-“舔”、gulū“喉”（比较拉丁语gula）；扎扎其语lü“狐狸”（比较拉丁语vulpēs）。不过这存古并不系统，最可能是方言间r-形式的传播、从更小的西伊朗语支借入波斯语而产生。:281–287
*s > *h
这个音变发生于所有伊朗语支语言，但应该比原始伊朗语晚，因为古波斯语Huša可能指苏萨。
送气塞音
原始印欧语送气塞音*pʰ、*tʰ和*kʰ在大多数伊朗语支语言中擦化为*f、*θ和*x。在帕拉其语、库尔德语方言以及塞语（和田语、托木舒克语和瓦罕语）中保留；在俾路支语中和清送气塞音合流。在塞语中，来自健驮逻语的第二波影响也相似。
*c, *dz > *s, *z
原始印欧语颚化软腭音*ḱ、*ǵ（和*ǵʰ）在原始印度-伊朗语中前移为塞擦音*ć、*dź（塞擦音阶段保留在努利斯坦语支）。古伊朗时期的发展存在分歧：阿维斯陀语以及大多数更晚的伊朗语是/s/和/z/，而古波斯语则展现/θ/和/d/。（词首，中古波斯语也有变为/s/的。）—*c > *s应该也比*s > *h晚，因为后起的这个*s不被以前的音变所影响。
*cw > *sp
这个变化也不发生于所有伊朗语。古波斯语及其后代是/s/，库尔德语和俾路支语很可能也相似。:49–60塞语是/š/。所有其他伊朗语是/sp/，或由此接着演变（如奥赛梯语中的/fs/）。
*θr > *c
这个音变是古波斯语及其后代的特有音变，不同于阿维斯陀语和中古、近古时期的其他伊朗语。库尔德语和俾路支语也可能共享这个创新。

## 阅读更多
- (PDF). Nicholas Kontovas, Indiana University Bloomington, Bloomington, Indiana, USA.   [2021-10-02]. （原始内容存档 (PDF)于2021-10-19）.